# Trigonodes cephisoides
Trigonodes cephisoides là một loài bướm đêm trong họ Noctuidae.